# Krezip

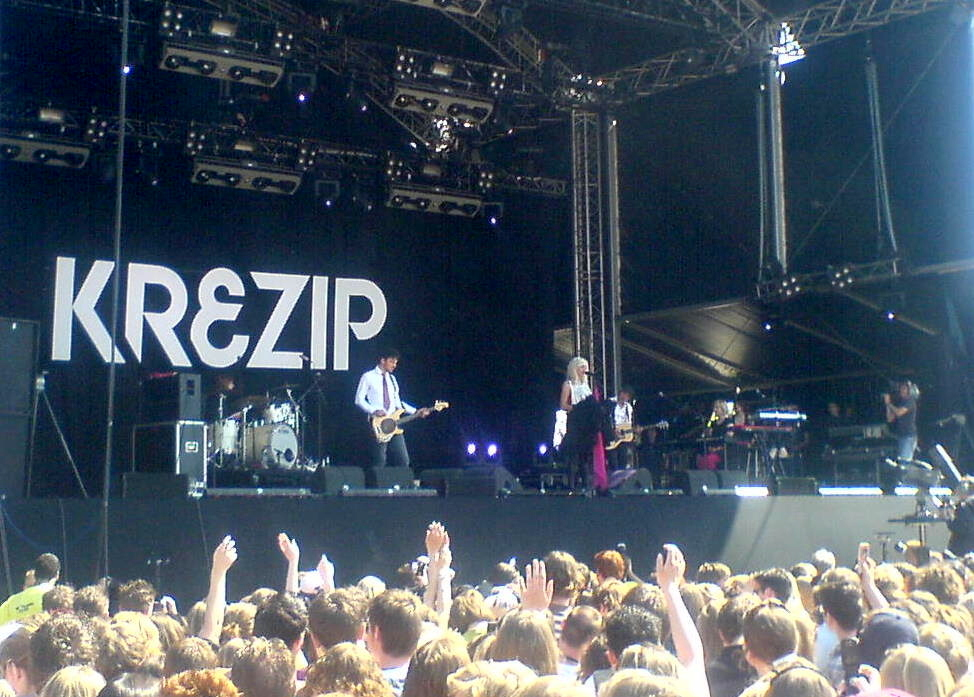

Krezip este o trupă olandeză din Tilburg, formată în 1997. Este notabilă vârsta fragedă a membrilor trupei în momentul lansării. Originea numelui trupei rămâne neclară, totuși o explicație ar fi că numele este o anagramă a cuvântului "perzik", cuvântul olandez pentru "piersică".

## Istoric

### Formare și demo-uri (1997 - 1999)
Krezip a început ca o trupă de patru în 1997, în Tilburg, Olanda, formată din Jacqueline Govaert - voce, Anne Govaert și Annelies Kuijsters - chitară și Joost van Haaren - bas. Deși cei patru au format inima trupei, a fost dificil să găsească un toboșar permanent potrivit. În timpul unui concert din perioada de început, Thijs Romeijn era în public și a fost atât de impresionat de energia trupei încât după concert i-a abordat pentru a-i felicita. În timpul conversației a reieșit că Romeijn este toboșar și a devenit toboșarul permanent al trupei.
În timpul anului 1998, Krezip, înarmată cu două demo-uri, a cântat la multe festivaluri din țară, ca Festival Mundial, Noorderslag și Lowlands. Studiile și vârsta au devenit un pilon pentru a accepta oferte majore în industria muzicală. În 1999, au scos pe piața un EP independent numit Run Around.

### Nothing Less(2000 - 2001)
Trupa primea numeroase oferte din partea caselor de discuri. În 2000, au semnat cu Warner Music și au înregistrat album de debut "Nothing Less", cu producătorul Oscar Holleman. Primul single, "Won't Cry", nu le-a ajutat cariera să avanseze foarte mult. Trupa a fost mai expusă după un concert la festivalul olandez Pinkpop, cu balada "I Would Stay" ce a fost primită extraordinar de bine de public. Mai târziu, cântecul a fost lansat ca al doilea single, conținând și un film compilat de la concertul din Pinkpop. "I Would Stay" a devenit numărul 1 în Belgia și numărul 2 în Olanda.  A fost cântecul numărul 1 al anului 2000 în Belgia.. 
"Nothing Less" a pornit de pe locul 1 în Olanda și Belgia, primind de trei ori Discul de Platină în Olanda (210.000 de copii vândute cu un total de 250.000 albume vândute). În ciuda acestor fapte, celelalte două single-uri de pe album, "All Unsaid" și "Everything And More", nu au intrat în top. Printre altele, Krezip a primit în 2001 premiul Edison (echivalentul olandez al premiilor Grammy).
Albumul a fost promovat continuu printr-un turneu, deși în apropierea sfârșitului turneului, au început să apară probleme. Jacqueline Govaert a început să își piardă vocea, în timp ce Annelies Kuijsters avea dureri mari la mână ceea ce făcea imposibil să cânte în concerte fără analgezice. După turneu, Govaert a avut nevoie de o operație pentru corzile vocale, în timp ce Kuijsters a fost "diagnosticată" că nu este "făcută" pentru chitară. Trupa a ales o soluție mai puțin obișnuită pentru această problemă și au mutat-o la clape. Locul liber la chitară a fost preluat de Thomas Holthuis.

### Days Like This(2002 - 2003)
Din cauza unei întârzieri, cauzată de un blocaj al compozitorului, trupa a lansat Days Like This, urmarea albumului Nothing Less, în 2002. Albumul a fost premiat cu Discul de Aur (35.000 de copii) mai târziu în acel an. Chiar dacă acest album nu a avut același succes ca predecesorul său, el a avut diverse single-uri de succes: "You Can Say" (#18), "Promise" (#16), și "Mine". Chiar și cu acest succes, Jacqueline Govaert și-a exprimat nemulțumirea pentru o parte din cântece, sugerând că albumul a fost prea serios pentru Krezip, de asemeni criticând propriul stil de a cânta.
Albumul a fost promovat în Olanda printr-un turneu de club, inclusiv concerte acustice în teatre. O prestație pentru emisiunea "Pure" a postului de televiziune The Box a fost înregistrată în direct și adăugată pe un DVD și CD numit "That'll Be Unplugged". Trupa a fost încântată de concertele acustice la început, însă în timp s-au hotărât să rămână la muzica rock. Krezip de asemeni a promovat albumul în Germania. Au susținut două turnee în țară și au cântat în deschiderea lui Bon Jovi în Olanda. De asemeni au cântat în deschiderea concertelor Sheryl Crow în timpul turneelor sale în Germania și Franța.
În 2003, chitaristul Thomas Holthuis a decis să părăsească trupa pentru a locui cu prietena sa în Berlin, motivând prin divergențe muzicale. A fost înlocuit de JanPeter Hoekstra.

### Despărțirea de casa de discuri șiWhat Are You Waiting For?(2004 - 2006)
În timp ce trupa a scris noile cântece, Warner Music a forțat Warner Music Benelux să renunțe la toți artiștii naționali, inclusiv Krezip. Trupa a lansat în mod independent "All I'm Asking For", disponibil pe pagina lor de internet pentru 99 de cenți. 
După plecarea de la Warner, Krezip a primit numeroase oferte de la case de discuri. După o deliberare atentă, au ales să semneze cu Sony BMG. Într-un discurs în timpul premiilor TMF din anul 2004, Krezip a mulțumit vechii case de discuri pentru tot ce a făcut pentru ei. Trupa a zburat către Los Angeles pentru a colabora cu Wizardz of Oz, cuplul de producători americani, scriind majoritatea albumului nou acolo. Toboșarul Thijs Romeijn a fost demotivat și a devenit imposibil să cânte noile piese datorită lipsei de antrenament. În final, trupa s-a decis să nu mai continue cu Thijs. Noul toboșar a fost Bram van den Berg, angajat inițial doar pentru acest album, dar decis să rămână.
Pe 9 Mai, 2005 Krezip a lansat "What Are You Waiting For?". Albumul a debutat pe primul loc în topul 100 al albumelor olandeze și a rămas în top pentru 27 de săptămâni. Trei single-uri au fost promovate începând cu "Out Of My Bed". A atins locul 9, devenind al doilea single Krezip în top 10  de la "I Would Stay" (2000). Alte două single-uri, "Don't Crush Me" (#22) și balada "I Apologize" (#30), nu au reușit să intre în top 20. 
La începutul lui 2005 Krezip a mers în Etiopia la cererea fundației de caritate Novib pentru o campanie de educație. Călătoria a fost înregistrată și arătată pe versiunea olandeză a MTV. Trupa a avut un turneu de asemeni în Benelux.
Cântecul "Same Mistake" a fost folosit în filmul olandez Schnitzel Paradise (Het Schnitzelparadijs), ce a devenit un hit enorm în Olanda. Mai târziu, trupa a adăugat, ironic, ca Same Mistake este singura melodie Krezip ce nu a fost cântată live niciodată.
În 2006, Jacqueline alături de alți artiști din Olanda a înregistrat imnul premiilor TMF 2006. Melodia a fost cântată live în timpul premierii. Single-ul a fost disponibil pentru descărcare pentru a susține fundația Dance 4 Life. Cântecul a atins locul 4 doar la descărcări.

### Plug It In(2006 - 2007)
În 2007, trupa s-a unit cu Felix Rodriguez și Jesper Anderberg din trupa The Sounds pentru a înregistra un nou album. Trupa a ales în mod deliberat un stil diferit, cu influențe disco și electro. Albumul a fost înregistrat în două săptămâni.
Pe 11 mai, 2007 Krezip a lansat "Plug It In". Pe 6 februarie, 2007 un post local de radio (3FM) a difuzat o variantă preliminară a primului single, "Plug It In & Turn Me On".. Melodia a fost lansată oficial în aprilie 2007 intrând pe locul 39 în topul 40 olandez. În timpul turneului, Krezip a concertat la festivalul Pinkpop pentru a patra oara, înlocuind-o pe Amy Winehouse. Al doilea single, "Play This Game With Me",  a fost lansat după acest concert, incluzând un videoclip folosind scene filmate la Pinkpop. Acest cântec nu a ajuns în top. Al treilea single, "All My Life", a trimis trupa din nou în top 10, atingând locul 7.

### Aniversarea de 10 ani și despărțirea (2007 - 2008)
Pe 17 august, 2007 Jacqueline a anunțat la emisiunea lui Giel Beelen faptul că trupa Krezip va susține un concert special pe 29 decembrie, 2007 în HMH pentru a sărbători aniversarea celor 10 ani de Krezip. De asemeni a fost filmat un documentar, prezentând întreaga carieră a trupei de până atunci, cu vocile membrilor trupei. Trupa a înregistrat de asemeni un cover al melodiei "Everybody's Gotta Learn Sometime" a trupei The Korgis. Melodia a fost folosită în filmul "Alles is liefde". Mai târziu în acel an, trupa a re-lansat Plug It In cu o nouă formă, o nouă melodie și alte melodii live de la concertul susținut la HMH.
Trupa a continuat turneul, anunțând că va fi lansată o ediție Best Of în decembrie 2008. A fost o sugestie că trupa a considerat că este un moment bun pentru a lansa o retrospectivă. Pe 2 octombrie, totuși, trupa a anunțat în emisiunea lui Giel Beelen că s-au decis să se despartă. Pe contul Hyves al trupei, au spus că acum, la acest punct, este un moment bun pentru ei să renunțe și să meargă în propria direcție.

## Discografie

### Albume
- Run Around (1999)
- Nothing Less (2000)
- Days Like This (2002)
- That'll Be Unplugged (de asemeni lansat ca DVD) (2003)
- What Are You Waiting For? (2005)
- Plug It In (2007)

### Single-uri
- "Won't Cry"
- "I Would Stay" #1 NL (2000)
- "All Unsaid"
- "Everything and More"
- "You Can Say"
- "Promise"
- "Mine"
- "Out of My Bed", #9 NL (2005)
- "Don't Crush Me", #22 NL (2005)
- "I Apologize", #30 NL (2005)
- "Plug It In & Turn Me On", #7 NL (2007)
- "Play This Game With Me"
- "All My Life", #7 NL
- "Everybody's Gotta Learn Sometime", #23 NL